# Lucia Jagerčíková Nývltová
Lucia Jagerčíková Nývltová (* 28. května 1989 Brezno), rozená Jagerčíková, je česko-slovenská zpěvačka a herečka.

## Životopis
Narodila se v Breznu, ale vyrůstala v obci Semerovo na jihu Slovenska. Dne 23. srpna 2019 se vdala za českého bubeníka Jakuba Nývlta.
V roce 2013 vystudovala muzikálové herectví na Divadelní fakultě Janáčkovy akademie múzických umění (JAMU) v Brně. Už během studia hostovala například v Divadle Polárka, Studiu Aldente, Divadle Čertovka a Divadle Continuo. Dále nazkoušela s režisérkou B. Herz činohry Svatba (W.Gombrowicz; host. Divadlo Komedie, Divadlo v Dlouhé) a Tvůj Gusten (Divadlo u Stolu, Divadlo Kampa). Svou první muzikálovou roli získala v muzikálu Casanova, uváděným na Státním zámku Hluboká nad Vltavou (2012). V témže roce bylo uvedeno první studentské představení Líbej mně, líbej ve Studiu Marta. V roce 2013 následovaly absolventské projekty v Divadle na Orlí: Footloose, Taneční maraton na Steel Pier, Pokrevní sestry a Co zbylo z anděla. Kromě toho nastudovala Lucia v této době také roli Matky Montekové v muzikálu Rómeo a Júlia, v režii J. Ďurovčíka, na Nové scéně v Bratislavě.
Dále hostovala v Slováckém divadle v Uherském Hradišti – Dobře placená procházka a v Městském divadle v Brně – Mladý Frankenstein a Don Juan (2013). Zahrála si také Stefana Zweiga v činohře Svět včerejška (Ha-divadlo, NOD).
V roce 2014 se přestěhovala do Prahy, kde dostala nabídku učit na Konzervatoři Jaroslava Ježka předmět "Muzikálová jevištní praxe", a také nazkoušela muzikál Antoinetta, královna Francie (Divadlo Hybernia). Poté hostovala v Divadle v Dlouhé ve hře 1913, kde mimo jiné hrála na klarinet. V roce 2014 byla obsazena do muzikálu Zpívání v dešti v Městském divadle v Mostě. Hostování v Mostě pokračovalo i v roce 2015, kdy si zahrála svou nejoblíbenější roli Maryšky v činohře Postřižiny, kterou zdramatizoval a zrežíroval P. Svojtka. Do Prahy mezitím zavítal muzikál Romeo a Julie, v režii L. Vaculíka a získala role hraběnky Kapuletové a hraběnky Montekové. Premiéra se konala ve Fóru Karlín a poté byl muzikál znovu uveden v Divadle Hybernia. V roce 2016 odpremiérovala Lucia svou vysněnou roli Sally Bowles z muzikálu Cabaret (Městské divadlo Most). V tom samém týdnu proběhla obnovená premiéra muzikálu Angelika v Divadle Broadway, kde hraje Montespan. Úspěšný rok pokračuje dál a Lucia hraje Elišku v Noci na Karlštejně, a také dodělala studium v rámci pedagogiky. Dále nazkoušela muzikál Ray Bradbury's 2116 v angličtině v divadle Semafor. Během příprav na 2116 už probíhají zkoušky na muzikál Adéla ještě nevečeřela v režii R. Balaše, který měl obnovenou premiéru v Divadle Broadway.
Jako pedagog působí na Konzervatoři Jaroslava Ježka, hlavní obor muzikál.

## Muzikály a divadlo

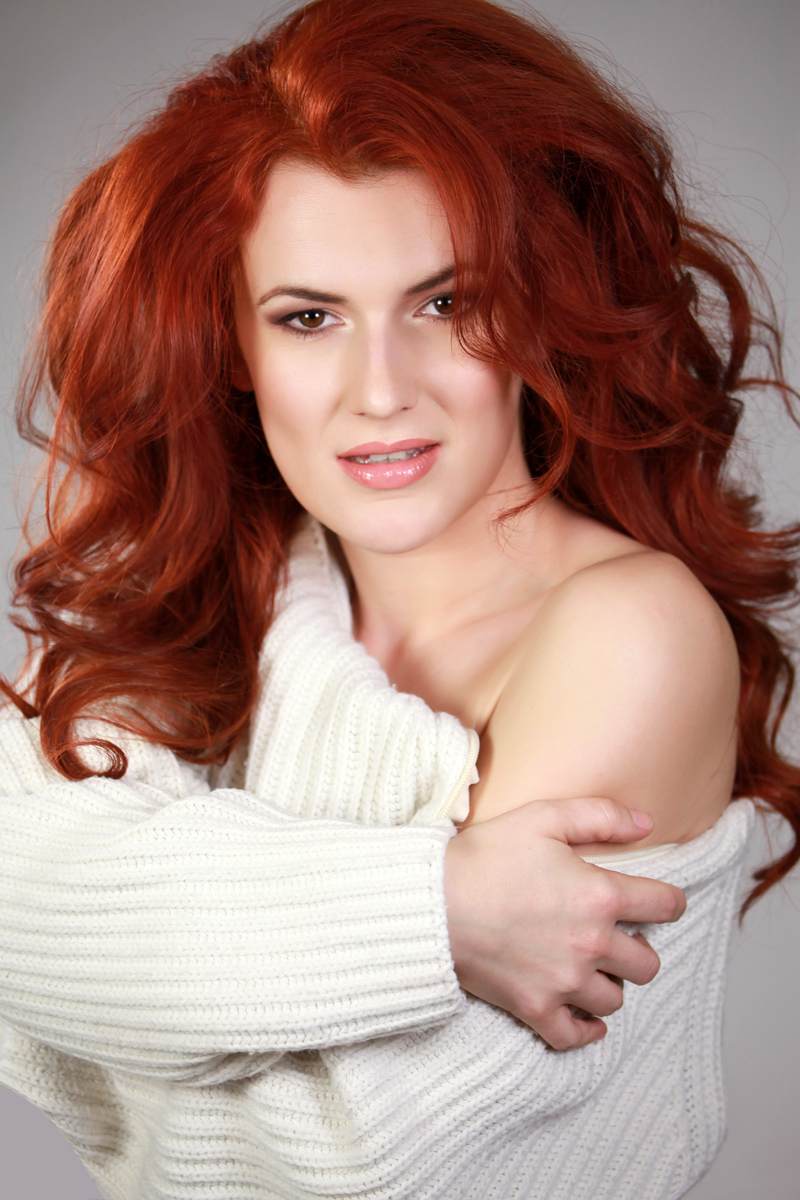
Lucia Jagerčíková Nývltová - portrét 2017

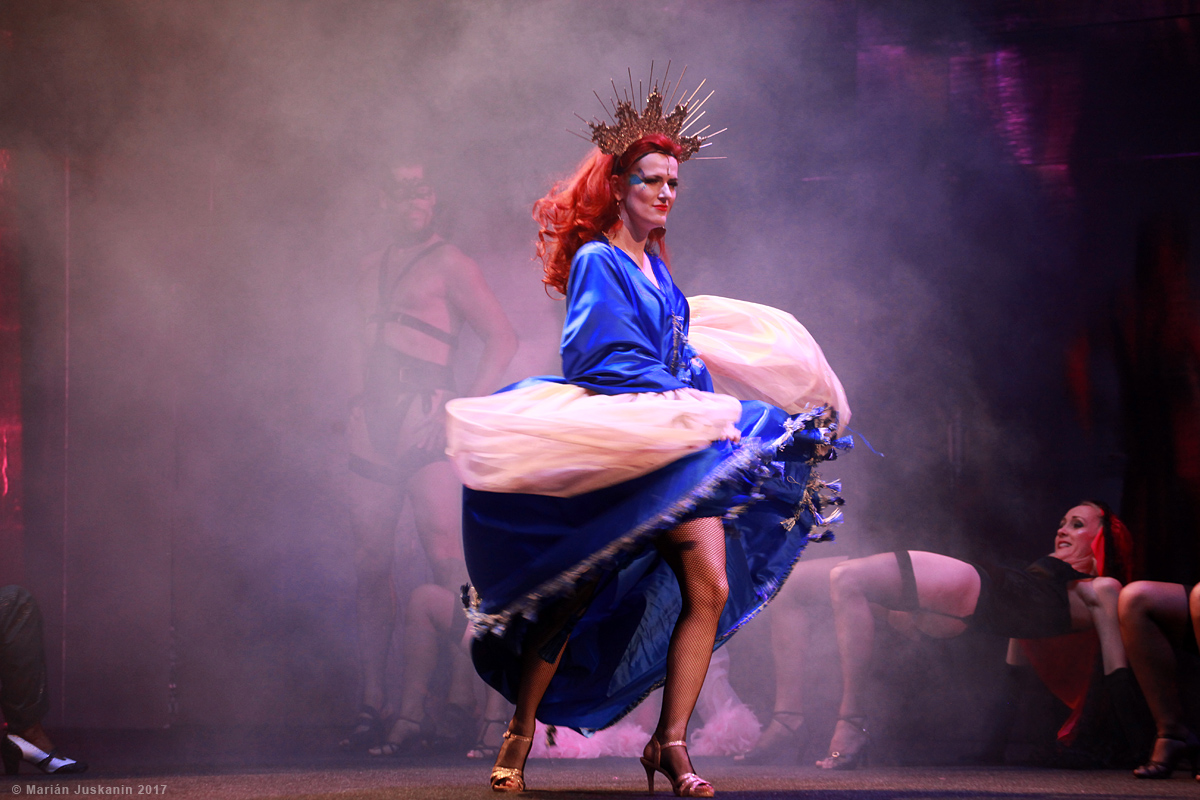
Lucia Jagerčíková jako Sally Bowles v muzikále Cabaret.

- Branický zázrak - role: Pani z úřadu, Divadlo na Fidlovačce, 2022
- Robinson Crusoe - role: Mary, Divadlo na Maninách, 2021
- Shrek - role: Perníček, premiéra 2020
- Slečna Julie – role: Julie, Divadlo Na Maninách, Praha, premiéra: 31. ledna 2019
- Tick Tick Boom – role: Susan, Divadlo Na Prádle, Praha, premiéra: 15. února 2018
- West Side Story – role: Anita, divadlo J. K. Tyla Plzeň, premiéra: 13. května 2017
- Ferda Mravenec – role: Kudlanka, divadlo Hybernia, premiéra: 17. března 2017
- Adéla ještě nevečeřela – role: Vypravěčka, divadlo Broadway, obn. premiéra: 6. října 2016
- Cabaret – role: Sally Bowles, Městské divadlo v Mostě, premiéra: 19. února 2016
- Angelika – role: Madame de Montespan, Divadlo Broadway, obn. premiéra: 18. února 2016
- Postřižiny – role: Maryška, Městské divadlo v Mostě, premiéra: 13. února 2015
- Zpívání v dešti – role: Kate Seldenová, Městské divadlo v Mostě, premiéra: 19. prosince 2014
- Antoinetta, královna Francie – role: portrétistka, company, divadlo Hybernia, premiéra: 9. dubna 2014
- Noc na Karlštejně – role: Eliška Pomořanská, Městské divadlo v Mostě, obn. premiéra: 19. června 2016
- Hamlet, zbývá už jen ticho… - role: Ofélie, např. Colours of Ostrava, …, obn. premiéra: 20. července 2014
- Ray Bradbury's '2116' – role: Jenny Sequa / BrideBot, divadlo Semafor, premiéra: 18. srpna 2016
- Romeo a Julie – role: hraběnka Montek, hraběnka Kapulet, Fórum Karlín, divadlo Hybernia, premiéra: 25. září 2015
- 1913 – role: Kočka / Oswald Spengler / Eva Braun / Mona Lisa, Divadlo v Dlouhé, premiéra: 14. října 2014
- Svět včerejška – role: Stefan Zweig, HaDivadlo / NoD, premiéra: 29. listopad 2013
- Rómeo a Júlia – role: Lady Montek, divadlo Nová scéna, premiéra: 22. března 2013
- Pokrevní sestry – role: Marie Stuartovna, Divadlo na Orlí, premiéra: 17. února 2013
- Steel Pier – role: Rita Racine, Divadlo na Orlí, premiéra: 9. prosince 2012
- Footloose – role: Vivian Moor, Divadlo na Orlí, premiéra: 25. října 2012
- Casanova – role: Adéla Bullitová, Státní zámek Hluboká, premiéra: 6. července 2012

## Filmy a TV seriály
- Lucy Beech, art film
- Modrý kód
- Soudce Alexandr
- Kameňák, učitelka Slavíková
- Zoufalé ženy dělají zoufalé věci
- Búrlivé víno
- Gympel
- Odsúdené
- ZOO
- Rodinné prípady 1., 2.
- Ordinácia v ružovej záhrade 2., 3., 4.,
- Znamení koně